# ام‌وی اوریانا (۱۹۹۵)
ام‌وی اوریانا (۱۹۹۵) (به انگلیسی: MV Oriana (1995)) یک کشتی است که طول آن ۲۶۰٫۰۰ متر (۸۵۳٫۰۲ فوت) می‌باشد. این کشتی در سال ۱۹۹۴ ساخته شد.